# Castel San Giovanni
Castel San Giovanni là một đô thị và cộng đồng (comune) ở tỉnh Piacenza trong vùng Emilia-Romagna nước Ý.
Đô thị Castel San Giovanni có diện tích 44 ki lô mét vuông, dân số thời điểm năm 31 tháng 5 năm 2005 là 12.743 người.
Đô thị này có các đơn vị dân cư (frazioni) sau: Bosco Tosca, Creta, Fontana Pradosa, Ganaghello, Pievetta, Campo d'oro.
Các đô thị giáp ranh: 